# Spilosoma buryi
Spilosoma buryi är en fjärilsart som beskrevs av Rothschild 1910. Spilosoma buryi ingår i släktet Spilosoma och familjen björnspinnare. Inga underarter finns listade i Catalogue of Life.